# Bernouilli Conservation Park
Bernouilli Conservation Park är en park i Australien. Den ligger i delstaten South Australia, omkring 250 kilometer sydost om delstatshuvudstaden Adelaide. Bernouilli Conservation Park ligger 15 meter över havet.
Trakten runt Bernouilli Conservation Park är nära nog obefolkad, med mindre än två invånare per kvadratkilometer..
Genomsnittlig årsnederbörd är 750 millimeter. Den regnigaste månaden är juli, med i genomsnitt 128 mm nederbörd, och den torraste är februari, med 17 mm nederbörd.